# Casa al carrer Joaquim Vayreda, 7 (Olot)
La Casa al carrer Joaquim Vayreda, 7 és una obra d'Olot (Garrotxa) inclosa a l'Inventari del Patrimoni Arquitectònic de Catalunya. És una casa situada en el Xamfrà del carrer J. Vayreda i el carrer Darnius.

## Descripció
De planta rectangular i teulat a dues aigües. Disposa de soterranis, amb tres obertures, planta i pis superior. Recentment es va afegir un segon pis. La porta d'accés a l'edifici és descentrada amb àmplia reixa de ventilació, la caixa de l'escala és desplaçada respecte a l'eix d'entrada; dues arcades separen el vestíbul de l'escala. Les obertures es troben repartides simètricament i estan emmarcades per estuc imitant pedra. Cal ressaltar la franja d'estuc amb motius de dents de serra que corre sota els balcons del pis, sostingut per mènsules. La façana que dona al jardí té dobles balconades amb arcs de mig punt ultrapassats. L'antic teulat era sostingut per moltes mènsules ornades amb motius florals.

## Història
A principis del segle XX conviuran a Olot el Modernisme i el Noucentisme; aquest darrer, amb diferents corrents i contradiccions, tindrà la seva puntual aplicació a la capital de la Garrotxa. L'ala més típica i normativa és representada pel Grup Escolar Malagrida i la Biblioteca Popular de la Mancomunitat, avui desapareguda. Un altre corrent noucentista s'entronca amb l'arquitectura europea del moment i està representada per l'arquitecte Rafael Masó. Hi ha un tercer grup que accentua els aspectes eclèctics, historicistes i fins i tot acadèmics.